# Knock on Wood (singolo Eddie Floyd)
Knock on Wood è una canzone scritta da Eddie Floyd e Steve Cropper, pubblicata per la prima volta da Eddie Floyd nel 1965, nella compilation Golden Hits of The Invaders (RPC, JZ 01271) e l'anno successivo su 45 giri (Stax Records, 45-194).
Fu eseguita lo stesso anno in duetto da Otis Redding e Carla Thomas. È stata cantata da Wilson Pickett e ripresa alcuni anni dopo da David Bowie, che l'ha registrata dal vivo durante il suo tour del 1974 negli Stati Uniti e l'ha poi pubblicata nello stesso anno in un singolo nel Regno Unito. Ne esiste anche una versione di Eric Clapton inserita nell'album Behind the Sun del 1985.

## Cover

### Versione di David Bowie
David Bowie la registrò dal vivo durante il suo tour del 1974 negli Stati Uniti e la pubblicò nello stesso anno in un singolo nel Regno Unito.

### Versione di Amii Stewart
La versione con più successo è stata quella di Amii Stewart, che ha raggiunto il primo posto come singolo nella Billboard Hot 100 negli Stati Uniti ed in Canada, la seconda posizione in Italia, Francia, Australia e Svizzera, la terza in Nuova Zelanda, la quinta in Svezia, la sesta in Austria, la settima nei Paesi Bassi e la nona in Sudafrica nel 1978 ed è entrata alla sesta nella Official Singles Chart nel Regno Unito nel 1979 e poi alla settima nel 1985.
Nel 1993 Beatrice Magnanensi e Letizia Mezzanotte, vocalist per Barbara Lelli e Letizia Catinari, la interpretano nella compilation Non è la Rai 2.
Nel 1996 Fausto Leali incide la versione italiana dal titolo No, non tu, per l'album Non solo blues (RTI Music, RTI 1112-4).
Nel 2009 anche James Taylor la interpreta nell'album Other Covers.

## Tracce
45 giri singolo
Lato A
1. Knock on Wood – 3:51 (testo: Eddie Floyd, Steve Cropper)

Lato B
1. When You Are Beautiful – 3:57 (testo: Barry Leng, Simon May)

45 giri maxi singolo
Lato A
1. Knock on Wood – 5:42 (testo: Eddie Floyd, Steve Cropper)

Lato B
1. Light My Fire/137 Disco Heaven – 8:24 (testo: Jim Morrison, Ray Manzarek, Robby Krieger)